# Shahram Abdullah Zadeh
Shahram Abdullah Zadeh (* 21. dubna 1971 Bandar Abbás, Írán) je český občan íránského původu, podnikatel obviněný z podílu na jednom z největších daňových úniků v historii Česka.
Se svými rodiči íránského původu vyrůstal v Dubaji. Koncem 90. let vystudoval lékařskou fakultu Masarykovy univerzity v Brně. Po návratu do Dubaje působil jako realitní agent a později získal pověření řídit developerskou firmu Al Fajer Properties. V roce 2010 se usadil v Brně.

## Zadržení a obvinění z daňových podvodů obchodování s pohonnými hmotami
V březnu 2014 protikorupční policie obvinila z miliardového krácení daní skupinu 15 lidí, kteří byli zapojení do obchodování s pohonnými hmotami. Mělo jít o řetězec nejméně 66 firem, který se dopustil daňových úniků ve výši 2,5 miliardy korun. Podle policie měl být právě Shahram Zadeh šéfem této skupiny, která měla od března 2012 do června 2013 dovézt 409 milionů litrů pohonných hmot z Německa a Slovinska. Tzv. „velká daňová kauza“ je v současnosti vedena u Krajského soudu v Brně, kdy hlavní líčení řídí soudce Aleš Novotný, známý z médií několika kontroverzními rozhodnutími (například bylo kritizováno uložení přísného trestu Aleně Vitáskové nebo případ, kdy jím uložený trest Martinu Novákovi ve výši 15 let byl následně snížen Vrchním soudem v Olomouci na šest let). Hlavní líčení běží od března 2016 a nařízeno již bylo více než 200 jednacích dní. Mluvčí Krajského soudu sdělila, že se současně předpokládá rozhodnutí ve věci v druhé polovině roku 2019.
Tato kauza je známá rovněž složením rekordní kauce ve výši 150 milionů, na základě které byl počátkem února 2016 Shahram Zadeh propuštěn z vazby. Záhy byl nicméně opět zadržen a státní zástupce pro něj kvůli žádosti Íránu navrhoval další uvalení vazby. Soud o několik dní později návrh zastupitelství zamítl a Zadeha propustil.

## Kauza u Městského soudu v Brně
V řízení u Městského soudu v Brně obžalovalo Vrchní státní zastupitelství v Olomouci Shahrama Zadeha kvůli založení organizované zločinecké skupiny, která mu měla posloužit k obstarání důkazů k ovlivnění důkazní situace ve „velké daňové kauze“. Skupinu měl založit v roce 2015 z vazby. Kromě něj v ní mělo působit dalších pět spoluobžalovaných. Shahrama Zadeha činí odpovědným rovněž za podání nepravdivého trestního oznámení proti vyšetřovatelům, kteří vedli přípravné řízení k „velké daňové kauze“. Právě v kauze u Městského soudu v Brně došlo k medializovanému pochybení s odposlechy, kdy NCOZ protizákonně založila do spisu chráněnou komunikaci obžalovaného s obhájci. Případem se kromě Nejvyššího státního zastupitelství zabývala i Česká advokátní komora, Unie obhájců i Parlamentní komise pro kontrolu použití odposlechů, která rovněž konstatovala pochybení. Vydání do Íránu je podle soudu nepřístupné, jak sdělil obhájce David Zahumenský.
V této kauze brzy padne rozsudek, jeho vyhlášení je nařízeno na 5. – 6. března 2019. Státní zástupce pro Zadeha v závěrečné řeči navrhl osmiletý trest. Zadeh, který se stále nachází ve vazbě, už dříve obžalobu označil za nesmyslnou a v závěrečné řeči zpochybnil důkazy, které státní zastupitelství předložilo.